# Friedrich Gottlieb Meier
Friedrich Gottlieb Meier (auch: Friedericus Gottlieb Meier; * 1715 in Göttingen; † 24. November 1791) war ein deutscher Arzt und Hofmedikus in Hannover.

## Leben
Der in der Frühzeit des Kurfürstentums Braunschweig-Lüneburg im Jahr 1715 in Göttingen geborene Friedrich Gottlieb Meier studiert Medizin an der Universität Göttingen, an der er 1741 mit seiner Dissertation zum Thema De Malo Hysterico promoviert wurde.

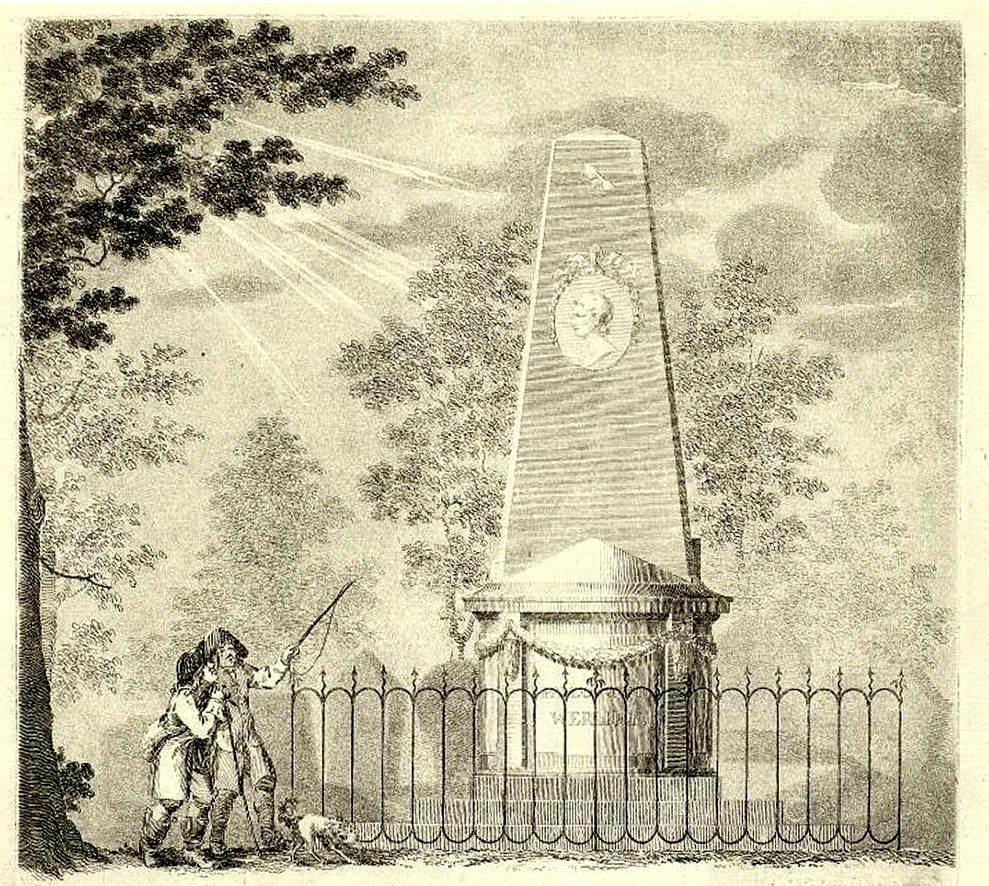
Von Johann Philipp Ganz entworfenes und von Ziesenis 1783 errichtetes „Monument“ für Paul Gottlieb Werlhof auf dem seinerzeitigen St. Nikolai-Kirchhof vor Hannover, ko-finanziert von Meier;
Kupferstich (Ausschnitt); VD 18, Niedersächsische Staats- und Universitätsbibliothek Göttingen

Meier war – gemeinsam mit anderen Persönlichkeiten der Hof- und Stadtgesellschaft – Geldgeber für das Grabmonument des Arztes und Dichters Paul Gottlieb Werlhof auf dem damaligen St.-Nikolai-Friedhof in Hannover.
Meier besaß eine Bibliothek mit größtenteils medizinischen Schriften, die posthum in seinem Haus in der Köbelingerstraße in Hannover versteigert wurden.

## Schriften (Auswahl)
Neben zahlreichen Abhandlungen in Ernst Gottfried Baldingers Neuem Magazin für Aerzte verfasste Meier
- Dissertatio Medica Inauguralis De Malo Hysterico / Quam ... Sub Praesidio Georgii Gottlob Richteri, D. ... In Academia Georgia Augusta D. XXX. Decembr. MDCCXLI. Placido Eruditorum Examini Submittit Auctor Fridericus,  GOETTINGAE LITTERIS IOH. CHRIST. LVDOLPH. SCHVLTZII, ACAD. TYPOG., [1741]; Digitalisat der Sächsischen Landesbibliothek – Staats- und Universitätsbibliothek Dresden (SLUB)
- Viro Illvstri Atqve Experientissimo Pavlo Gottlieb Werlhofio, Avgvstissimi Regis Magnae Britanniae Archiatro Per Totam Evropam Celeberrimo, Novvm Genervm, Wilhelmvm Lvdovicvm Chv̈denivm, Medicvm Avlicvm, Svb Solennibvs Dvlcissimi Tori Avspiciis Gratvlatvr, Et Simvl De Circvli Sangvinis Inventione, Deqve Galeni Inter Veteres Ad Evm Inveniendvm Meritis, Modeste Qvaedam Proponit Friedericvs Gottlieb Meier, Med. Doctor Et Magnae Britanniae Regis Medicvs Avlicvs, Hannoverae, Impressit Heinr. Ern. Christ. Schlv̈tervs. MDCCLIX; Digitalisat der Staats- und Universitätsbibliothek Göttingen (SUB)
- Commentatio de magno vesicae felleae calculo per alvum excreto. Hannoverae 1768. 4. Editio altera emendatior et auctior. ibid. 1789. 4
- Schreiben des Herrn Hofmedici Meier zu Hannover, an den Herausgeber des Magazins, nebst einem Auszuge aus Meiboms Handschriften, in: Ernst Gottfried Baldinger (Hrsg.): Neues Magazin für Aerzte, Band 6, 1784, S. 509ff.; Digitalisat über Google-Bücher
- J. G. Brendelii Medicina legalis, five forensis, eiusdemque praelectiones academicae in H. F. Teichmeyeri institutiones medicinae legalis. Edidit, curavit, notis quibusdam et indice locupletissimo auxit. Hannoverae et Osnab. 1789. 4.
- Nachricht von Personen, welche die wirklichen Blattern mehr als einmahl gehabt haben, „abgedruckt in der Sammlung medic. und chirurgischen Originalabhandl. aus dem Hannöv. Magazin Th. 2 S. 53 u. ff.“[2]